# Роберто Локателлі
Робе́рто Локате́ллі (італ. Roberto Locatelli; народився 5 липня 1974, Бергамо) — колишній італійський мотогонщик, чемпіон світу з шосейно-кільцевих мотоперегонів MotoGP у класі 125cc (2000 рік).

## Спортивна кар'єра
У 1993 році Локателлі став чемпіоном Італії з кільцевих мотогонок в класі 125cc. У наступному році він дебютував у чемпіонаті світу MotoGP в класі 125 см³: по wild card взяв участь у Гран-Прі Італії. У першій для себе гонці такого рівня стартував з поулу, хоча до фінішу приїхав лише на десятому місці.
У двох наступних сезонах змагався у чемпіонаті світу в класі 250 см³ на Aprilia, в загальному заліку в обох випадках посів 17-е місце.
У сезоні 1997 Локателлі повернувся в клас 125 см³, пересівши на мотоцикл Honda, закінчивши на 8-му місці в загальному заліку. У наступному сезоні знову виступав на Honda і виграв три поули, хоча й не виграв жодної гонки вийшли, проте вперше у кар'єрі піднявся на подіум — посів третє місце на Гран-Прі Німеччини.
У 1999 році Роберто перейшов до команди «Vasco Rossi Racing», де отримав у своє розпорядження мотоцикл Aprilia, разом з ними виграв дві гонки (Франція та Італія) і посів четверте місце в загальному заліку.
Сезон 2000 року став найкращим у спортивній кар'єрі Роберто Локателлі — після п'яти перемог на етапах у Малайзії, Італії, Чехії, Валенсії та Японії набрав 230 очок і став чемпіоном світу.
Після цього моменту почався довгий період експериментів: Локателлі перейшов у клас 250 см³, але відмовився працювати з офіційною командою, підписавши контракт з командою Ероса Рамазотті «MS Eros Ramazzotti Racing». Після двох невдалих років, Роберто повернувся в клас 125 см³ з командою KTM, з якою за сезон набрав лише 18 очок. 2004-ий був роком відродження Роберто Локателлі, який підписав контракт з командою Лючіо Чекінелло «Safilo Carrera - LCR», отримавши в своє розпорядження мотоцикл Aprilia. З ними він виграв дві гонки (в Італії та Німеччині), всього набрав 192 очка і зайняв третє місце в загальному заліку (титул дістався Андреа Довіціозо).
З моменту введення в дію правила, згідно з яким гонщики, які мають більш ніж 28 років не можуть працювати в класі 125 см³, Локателлі був змушений у 2005 році перейти в клас 250 см³, але результати були значно гіршими: 61 очко та 13 місце в загальному заліку. Сезон 2006 року Локателлі виступав за команду «Team Toth» теж на Aprilia, але його результати виявились більш позитивними: два подіуми (друге місце у Валенсії та третє у Катарі), звання найкращого гонщика приватної команди та п'яте місце в загальному заліку.
У 2007 році Роберто Локателлі виступав за команду «Metis Gilera» на мотоциклі Gilera.
24 березня 2007 року під час офіційної практики другого Гран-Прі сезону у іспанському автодромі Херес-де-ла-Фронтера, Локателлі втратив контроль над своїм мотоциклом, в'їхавши на швидкості близько 150 км/год у огороджувальну стіну. Італієць зазнав травм грудей і рук, отримав переломи правої ноги і лівої щиколотки, а також черепно-лицьову травму. Локателлі був госпіталізований в Болонью, де йому провели операцію. До виступів у чемпіонаті Роберто зміг повернутися через два місяці.
Сезони 2009 та 2009 років Локателлі провів з командою «Metis Gilera», посівши в чемпіонаті 9 та 11 місця.

## Статистика виступів

### У розрізі сезонів
| Сезон  | Клас   | Команда                   | Мотоцикл         | Гонки | Пер | Под | ПП | НК | Очки | Місце |
| ------ | ------ | ------------------------- | ---------------- | ----- | --- | --- | -- | -- | ---- | ----- |
| 1994   | 125cc  |                           | Aprilia          | 1     | 0   | 0   | 1  | 0  | 6    | 29    |
| 1995   | 250cc  |                           | Aprilia          | 10    | 0   | 0   | 0  | 0  | 31   | 17    |
| 1996   | 250cc  |                           | Aprilia          | 12    | 0   | 0   | 0  | 0  | 41   | 17    |
| 1997   | 125cc  |                           | Honda            | 15    | 0   | 0   | 0  | 0  | 97   | 8     |
| 1998   | 125cc  |                           | Honda            | 14    | 0   | 1   | 3  | 0  | 87   | 9     |
| 1999   | 125cc  | Vasco Rossi Racing        | Aprilia RS 125 R | 16    | 2   | 4   | 3  | 2  | 173  | 4     |
| 2000   | 125cc  | Diesel Vasco Rossi Racing | Aprilia RS 125 R | 16    | 5   | 8   | 9  | 5  | 230  | 1     |
| 2001   | 250cc  | MS Eros Ramazzotti Racing | Aprilia RSV250   | 15    | 0   | 2   | 0  | 1  | 134  | 8     |
| 2002   | 250cc  | Tu Racing Team            | Aprilia RSV250   | 16    | 0   | 1   | 0  | 0  | 119  | 8     |
| 2003   | 125cc  | KTM-Red Bull              | KTM              | 16    | 0   | 0   | 0  | 0  | 18   | 24    |
| 2004   | 125cc  | Safilo Carrera - LCR      | Aprilia RS 125 R | 16    | 2   | 6   | 1  | 1  | 192  | 3     |
| 2005   | 250cc  | Carrera Sunglasses - LCR  | Aprilia RSV250   | 16    | 0   | 0   | 0  | 0  | 61   | 13    |
| 2006   | 250cc  | Team Toth                 | Aprilia RSV250   | 16    | 0   | 2   | 1  | 1  | 191  | 5     |
| 2007   | 250cc  | Metis Gilera              | Gilera RSA 250   | 13    | 0   | 0   | 0  | 0  | 59   | 13    |
| 2008   | 250cc  | Metis Gilera              | Gilera RSA 250   | 16    | 0   | 0   | 0  | 0  | 110  | 9     |
| 2009   | 250cc  | Metis Gilera              | Gilera RSA 250   | 16    | 0   | 1   | 0  | 0  | 85   | 11    |
| Всього | Всього | Всього                    | Всього           | 224   | 9   | 25  | 18 | 10 | 1634 |       |